# Newhall (Californie)
Pour les articles homonymes, voir Newhall.
Newhall est un district de la ville de Santa Clarita au nord de Los Angeles en Californie.
La population était de 52 386 habitants en 2008.

## Personnalités liées
- Tyler Glasnow, joueur de baseball américain y est né en 1933
- Gene Vincent (né en 1935) y est mort en 1971 à l'âge de 36 ans.